# Qualificazioni alla CONCACAF Women's Championship 2014
Le qualificazioni alla CONCACAF Women's Championship 2014 sono iniziate il 19 maggio 2014 e vedono la partecipazione di 29 squadre, con tre formazioni già ammesse direttamente alla fase finale.

## Nord America
Le tre squadre della North American Football Union sono ammesse direttamente alla fase finale:
- Canada
- Messico
- Stati Uniti

## Centro America
Il torneo di qualificazione si è giocato in Guatemala dal 20 al 26 maggio 2014. Tutte le sette squadre della Unión Centroamericana de Fútbol hanno partecipato. Le vincitrici dei due gruppi si sono qualificate per la fase finale, e si sono affrontate in uno spareggio per determinare l'unica squadra qualificata ai XVII Giochi panamericani.

### Gruppo 1
| Pos. | Squadra   | Pt | G | V | N | P | GF | GS | DR  |
| ---- | --------- | -- | - | - | - | - | -- | -- | --- |
| 1.   | Guatemala | 9  | 3 | 3 | 0 | 0 | 9  | 2  | +7  |
| 2.   | Panama    | 6  | 3 | 2 | 0 | 1 | 17 | 3  | +14 |
| 3.   | Honduras  | 3  | 3 | 1 | 0 | 2 | 11 | 7  | +4  |
| 4.   | Belize    | 0  | 3 | 0 | 0 | 3 | 1  | 26 | -25 |

| Data       | Ora         | Partita   | Partita | Partita  |
| ---------- | ----------- | --------- | ------- | -------- |
| 20-05-2014 | 10:30 UTC-6 | Honduras  | 8 - 0   | Belize   |
| 20-05-2014 | 13:00 UTC-6 | Guatemala | 1 - 0   | Panama   |
| 22-05-2014 | 10:30 UTC-6 | Belize    | 1 - 13  | Panama   |
| 22-05-2014 | 13:00 UTC-6 | Guatemala | 3 - 2   | Honduras |
| 24-05-2014 | 10:30 UTC-6 | Panama    | 4 - 1   | Honduras |
| 24-05-2014 | 13:00 UTC-6 | Guatemala | 5 - 0   | Belize   |

### Gruppo 2
| Pos. | Squadra     | Pt | G | V | N | P | GF | GS | DR |
| ---- | ----------- | -- | - | - | - | - | -- | -- | -- |
| 1.   | Costa Rica  | 6  | 2 | 2 | 0 | 0 | 7  | 0  | +7 |
| 2.   | El Salvador | 3  | 2 | 1 | 0 | 1 | 2  | 4  | -2 |
| 3.   | Nicaragua   | 0  | 2 | 0 | 0 | 2 | 0  | 5  | -5 |

| Data       | Ora         | Partita     | Partita | Partita     |
| ---------- | ----------- | ----------- | ------- | ----------- |
| 20-05-2014 | 15:30 UTC-6 | Nicaragua   | 0 - 2   | El Salvador |
| 22-05-2014 | 15:30 UTC-6 | El Salvador | 0 - 4   | Costa Rica  |
| 24-05-2014 | 15:30 UTC-6 | Costa Rica  | 3 - 0   | Nicaragua   |

### Spareggio per i Giochi Panamericani
| Data       | Ora         | Partita   | Partita | Partita    |
| ---------- | ----------- | --------- | ------- | ---------- |
| 26-05-2014 | 15:30 UTC-6 | Guatemala | 0 - 3   | Costa Rica |

## Caraibi
La prima edizione della Coppa dei Caraibi femminile funge da torneo di qualificazione. La fase finale si disputerà a Trinidad e Tobago dal 17 al 27 agosto 2014.